# Bárid mac Ímair
Bárid mac Ímair (également désigné sous les noms de  Barith, Baraid, et Bard; vieux norrois Bárðr ou Bárǫðr; mort en 881) est roi de Dublin du IXe siècle. Il fut un fils de  Ímar et un membre des Uí Ímair.

## Biographie
La première mention de Bárid dans les Chroniques d'Irlande est un fragment de saga incluse dans les Annales fragmentaires d'Irlande. Dans cette entrée datée de 867, Bárid est désigné comme un Jarl de Lochlann qui aux côtés d'un Jarl Háimar tombe dans une embuscade des hommes du Connacht. Bárid est mentionné de nouveau par un élément de saga élément inclus dans les Annales Fragmentaires en 872, quand il est réputé avoir fait un raid sur le royaume de Moylurg et les îles du Lough Ree. Cet élément de saga affirme aussi que Bárid reçoit en fosterage un fils de Áed Findliath, Haut-Roi des  Uí Néill du nord. Les sagas sont habituellement considérées comme de valeur historique douteuse, mais cet élément particulier émane de récits antérieurs, et correspond à l'évidence aux relations postérieures entretenues entre les descendants d'Áed Findliath et les Uí Ímair. Le Fosterage est en usage en Irlande comme moyen de resserrer les liens entre les différentes familles régnantes, et il est possible que Bárid ait tenté, lui-même, de s'intégrer dans les milieux dirigeants irlandais.
Bárid est mentionné dans les  Annales d'Inisfallen en 873 lorsqu'elles indiquent:

« Bárid avec une grande flotte venant de Áth Cliath arrive par mer dans l'ouest, et pille Ciarraige Luachra jusqu'au sol, c'est-à-dire la razzia des caves. »

 Downham suggère que ce raid a été entrepris comme une démonstration de force. Il intervient peu de temps après la mort de Ímar, à qui Bárid à probablement succédé à la tête du royaume de Dublin. le Cogad Gáedel re Gallaib nomme un fils d'Amlaíb, plus exactement Oistin, comme participant aussi au raid. Il a été enfin avancé que Bárid et son cousin Oistin règnent ensemble comme co-rois à la suite de la mort Ímar.
Selon les Annales d'Ulster, en 875 Oistin est « déloyalement » tué par « Albann », un personnage généralement considéré comme Halfdan Ragnarsson, supposé fils du légendaire Viking Ragnar Lodbrok. Halfdan est parfois considéré comme un frère d'Ímar, et ce conflit est peut-être une tentative d' Halfdan de faire valoir ses droits sur Dublin. Il semble qu'il ne rencontre pas le succès dans sa revendication, mais il tente de s'emparer de Dublin de nouveau en 877, et tombe lors d'un combat contre une armée de Finn gall (ou Étrangers blancs) lors de la  Bataille de Strangford Lough. Cogad Gáedel re Gallaib identifie Bárid au chef des Finn gall, qui est blessé si grièvement « qu'il demeure en permanence affaibli après ».
La mention suivante de Bárid dans les annales intervient en 881, quand les Annales d'Ulster, les Annales des quatre maîtres, et le Chronicon Scotorum décrivent sa mort; il est tué et incinéré à Dublin peu après avoir mené une expédition de pillage à Duleek. Les annales attribuent d'ailleurs sa mort à un miracle de Saint Cianán.

## Famille
Le père de Bárid est identifié par le Chronicon Scotorum comme Ímar, roi de Dublin jusqu'à sa mort en 873. Ímar est parfois identifié avec
Ivar le Désossé, fils du légendaire Viking Ragnar Lodbrok. La même entrée l'identifie comme  « la tête des Hommes du nord ». Les frères connus de Bárid sont Sichfrith (mort en 888) et Sitriuc (mort en 896).
Bárid est identifié comme le père de Uathmarán, qui porte un nom irlandais dérivé du mot gaëlque « uathmar », signifiant génial, donné peut-être dans une tentative de s'associer avec l'élite politique irlandaise. Bárid peut aussi être identifié au père de Eloir mac Báirid (mort en 891), et au grand-père d'un fils anonyme de Uathmarán mac Bárid (fl. 921). Cet homme anonyme est peut-être identique avec Sichfrith mac Uathmaráin (fl. 932). Il;est incertain que Bárid soit le père de l'anonyme fils de Bárid (mac Bárid en vieil irlandais original) qui pille
Cill Clethi en 937. Cet homme anonyme peut-être identifié avec Aric mac Báirith (mort en 937).Il n'est pas certain que Bárid soit le père de Colla mac Báirid (fl. 924). Enfin le susmentionné  Aric, Colla, et l'anonyme fils de Bárid, peuvent aussi avoir été les fils de Bárid mac Oitir (mort en 914), et non de Bárid mac Ímair.